# (8025) Forrestpeterson
(8025) Forrestpeterson est un astéroïde de la ceinture principale.

## Description
(8025) Forrestpeterson est un astéroïde de la ceinture principale. Il fut découvert le 22 mars 1991 à La Silla par Henri Debehogne. Il présente une orbite caractérisée par un demi-grand axe de 2,74 UA, une excentricité de 0,11 et une inclinaison de 4,4° par rapport à l'écliptique.

## Compléments